# St. Peter und Paul (Wusterhausen/Dosse)

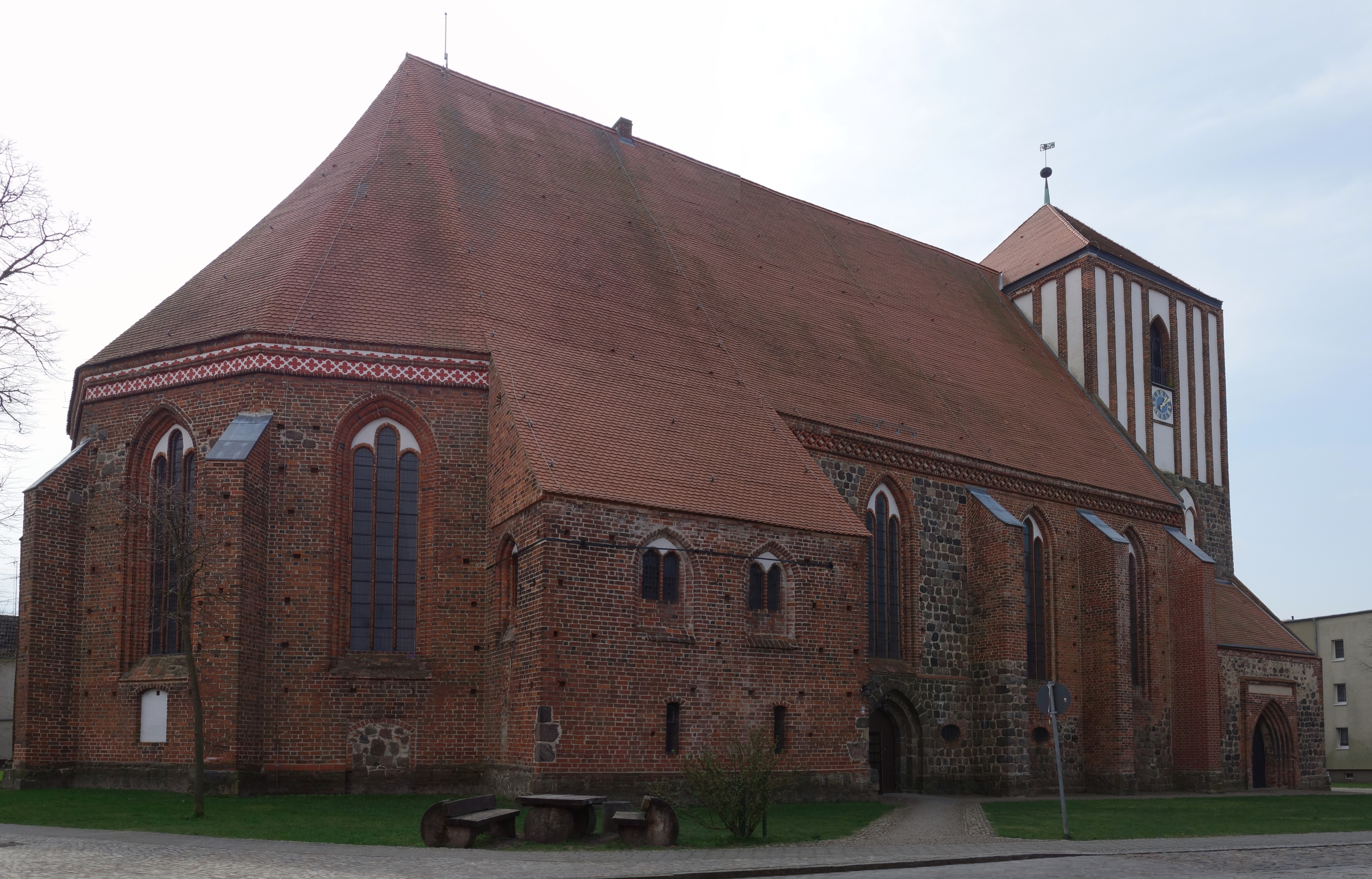
St. Peter und Paul in Wusterhausen

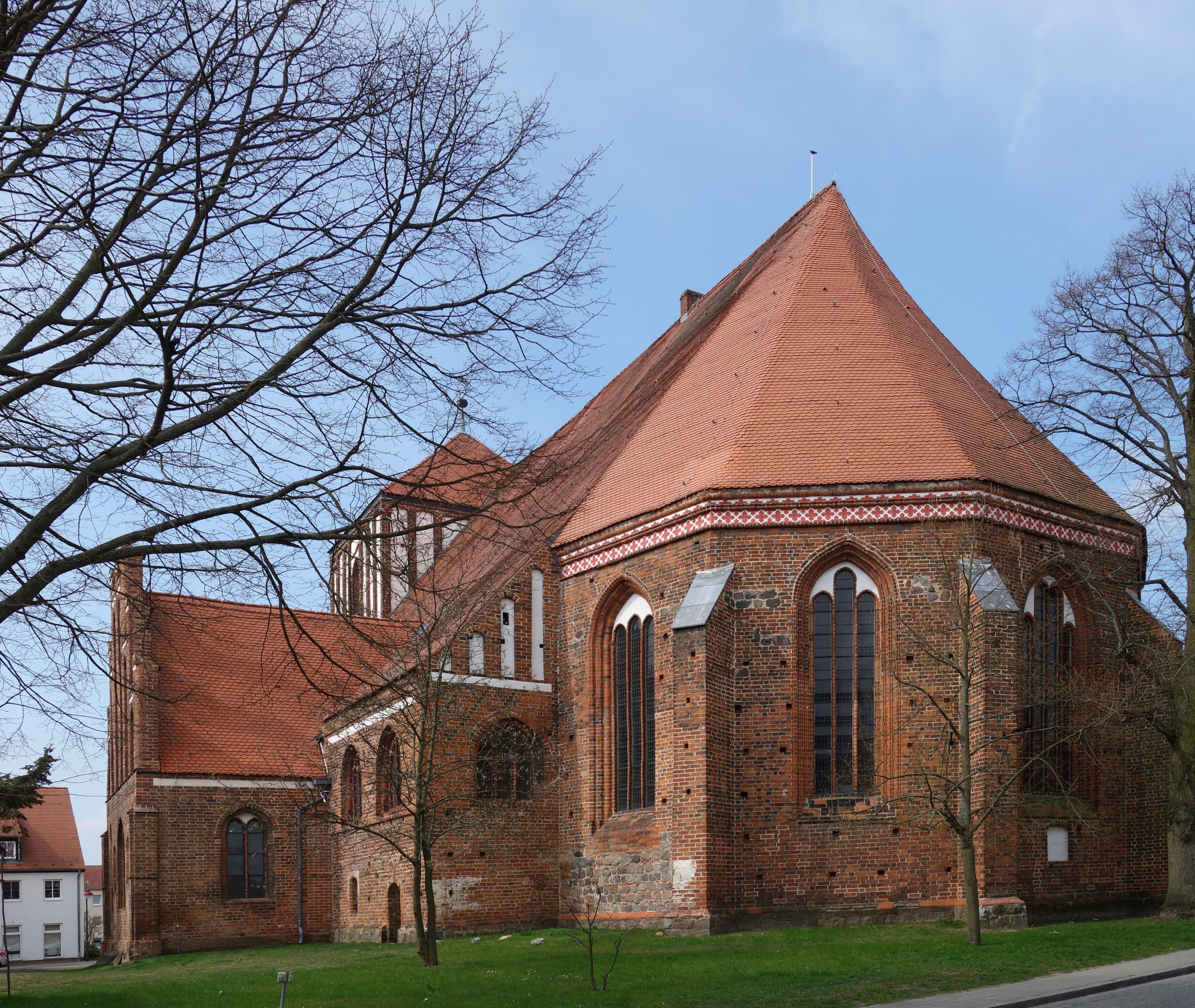
Ansicht von Ost-Südost

Die evangelische Stadtkirche St. Peter und Paul in Wusterhausen/Dosse ist eine gotische Backsteinkirche im Landkreis Ostprignitz-Ruppin in Brandenburg. Sie gehört zur Evangelischen Kirchengemeinde Wusterhausen im Kirchenkreis Prignitz der Evangelischen Kirche Berlin-Brandenburg-schlesische Oberlausitz. Sie bestimmt mit ihrem gewaltigen Dach das Stadtbild von Wusterhausen an der Dosse und besitzt eine reiche, teils künstlerisch wertvolle Ausstattung. Sie ist eine offene Kirche.

## Geschichte und Architektur

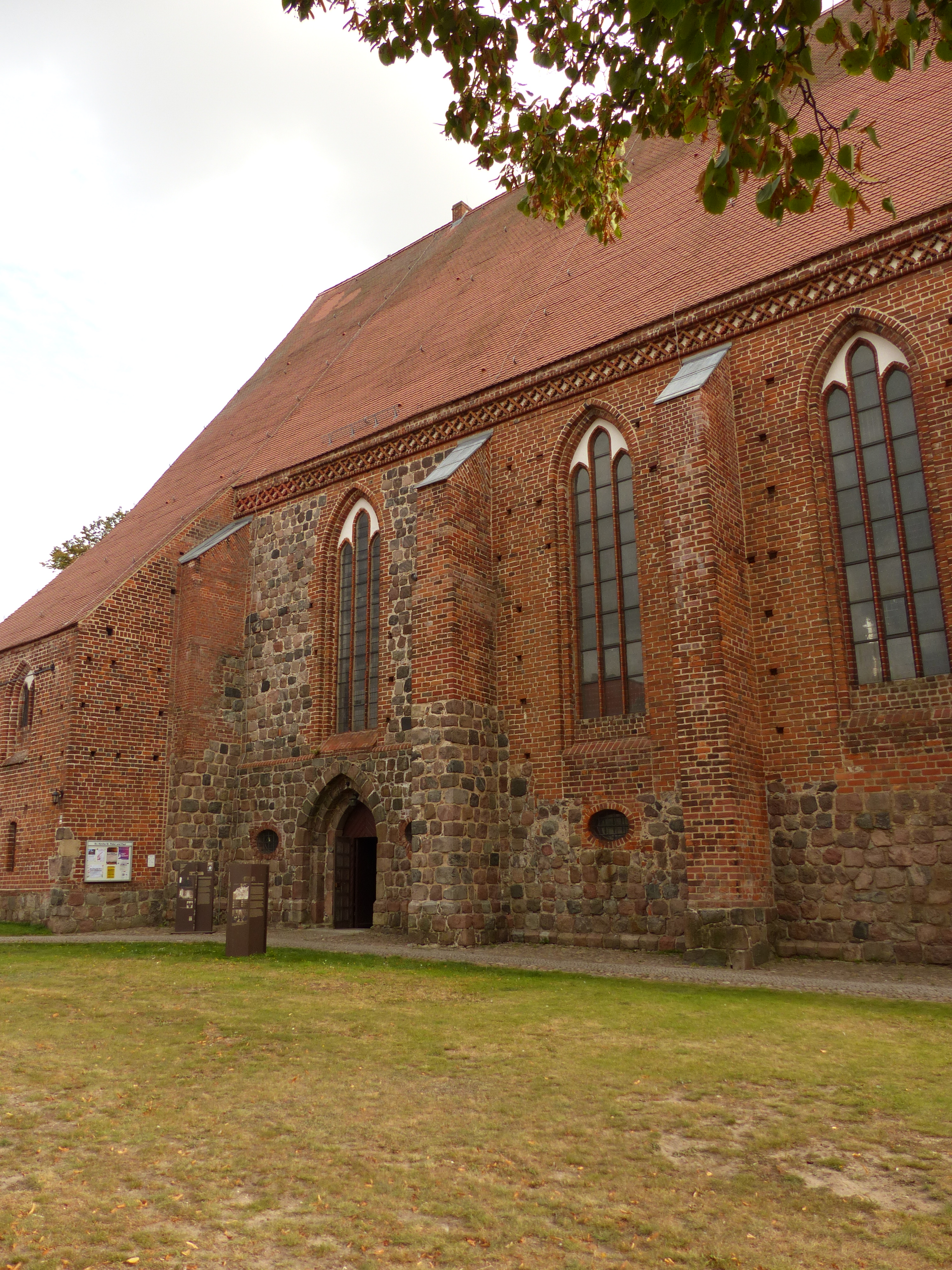
Nordseite mit gotischem Granitportal

Die Stadtkirche St. Peter und Paul ist eine stattliche dreischiffige, dreijochige Hallenkirche mit einjochigem Hallenumgangschor ähnlich dem der Nikolaikirche in Pritzwalk aus Backsteinmauerwerk mit Bauteilen aus Feldstein. Seitlich des Chores finden sich zwei doppelgeschossige, zweijochige Anbauten; am südlichen ist die Marienkapelle nach Westen angebaut. Der mächtige querrechteckige Westturm ist von Seitenräumen begleitet.

### Vorgängerbau und Umbau

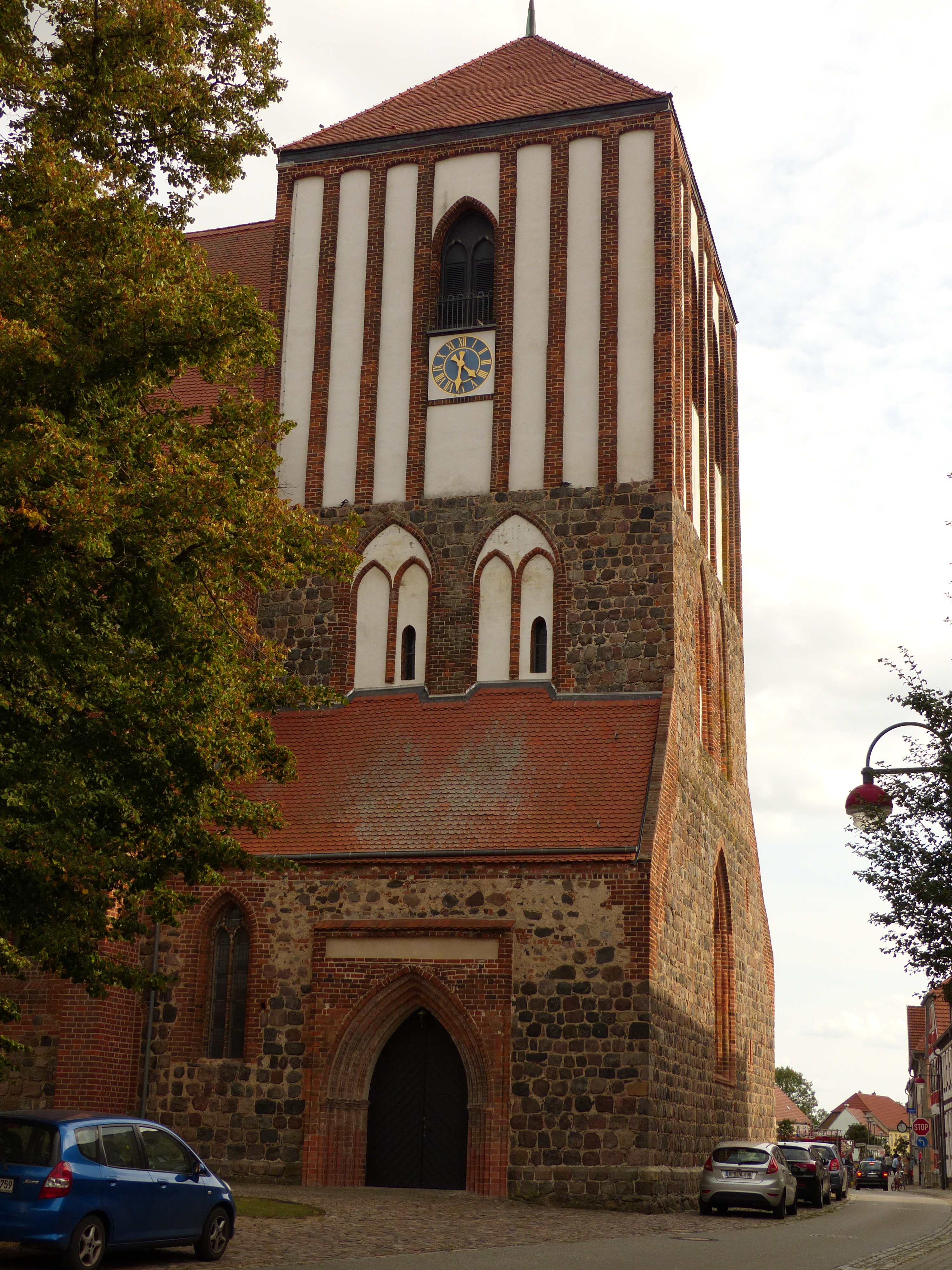
Turm über Backsteinportal

Der Erstbau wurde in der Mitte des 13. Jahrhunderts erbaut und war wohl eine kreuzförmige Basilika aus behauenen Granitquadern, von der noch heute Teile der Stirnwände des Querschiffs und dessen östlicher Mauer im Bereich der Vierung erhalten sind. Möglicherweise waren zumindest die Ostteile dieses Bauwerks eingewölbt, worauf nicht diagonal gestellte Strebepfeiler des Querschiffs hindeuten. Zum Erstbau gehört auch das Nordportal des Querschiffs, ein dreistufiges gotisches Granitquaderportal. Auch die große Öffnung zur Marienkapelle an der Südseite des Querhauses führte möglicherweise bereits damals zu einem Kapellenanbau.
Im späten 13. Jahrhundert begann der Umbau der Kirche vermutlich zögerlich und unter mehrfachem Planwechsel mit der Errichtung des Turmuntergeschosses und der Neuerrichtung der Seitenschiffsmauern in der Flucht der Querschiffsfronten. Dazu gehören prächtige Backsteinportale beiderseits im Turmjoch, obwohl die Wandflächen weiterhin großenteils aus Feldsteinquadern errichtet wurden. Der Turm hat keinen Westeingang, aber ein großes Westfenster. Er ist zu den Seitenräumen und zum Mittelschiff mit breiten Spitzbögen geöffnet. Möglicherweise war zunächst die Errichtung einer Basilika geplant, worauf die später vermauerten Lanzettfenster im Ostteil der Seitenschiffswände und Halbpfeiler im Schiff am Nord- und Südende der Turmostwand hindeuten.

### Planwechsel zur Hallenkirche

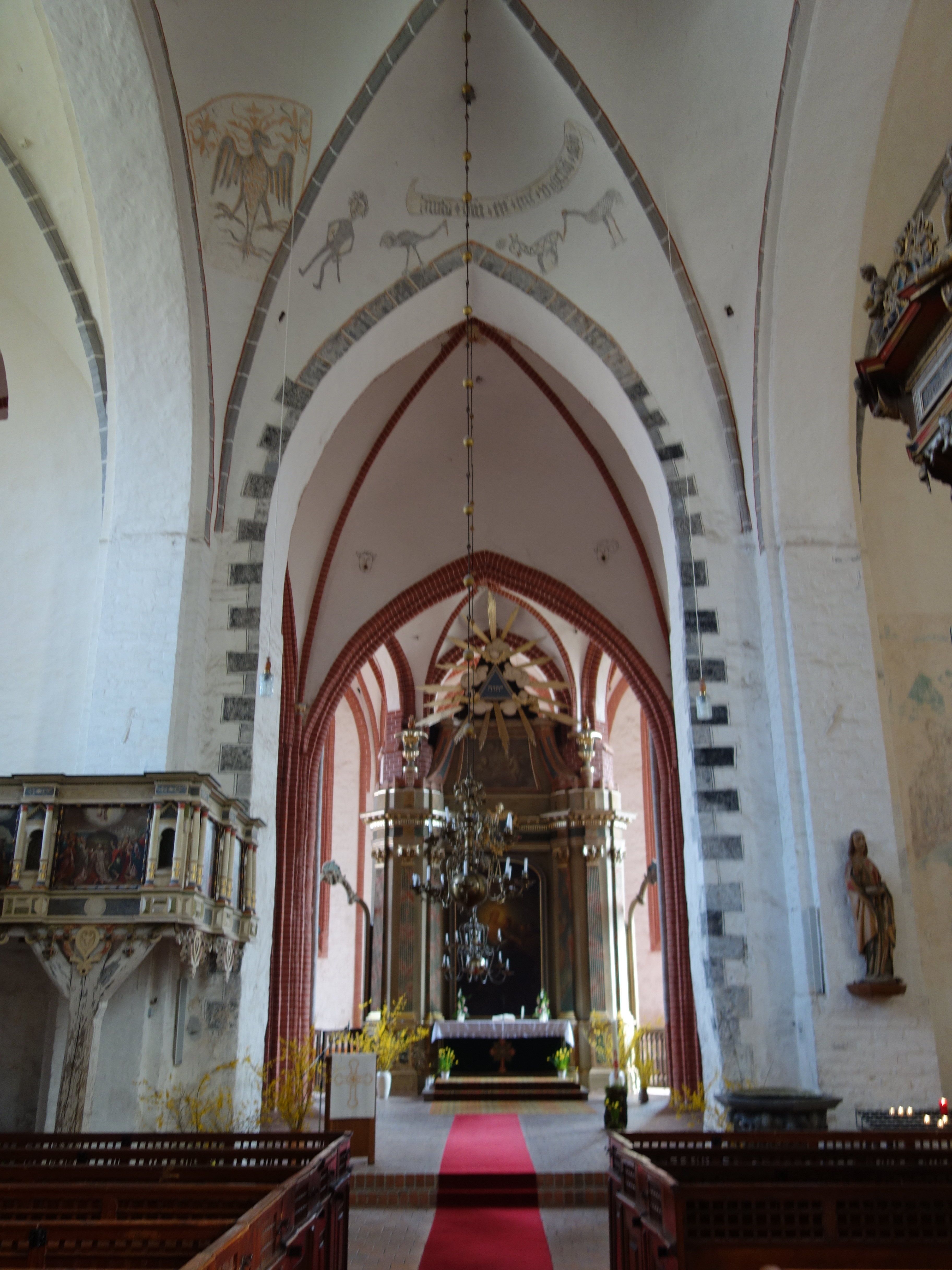
Innenansicht nach Osten

Nach einem sehr bald erfolgten Planwechsel zugunsten einer Hallenkirche wurden jedoch die Langhausarkaden näher zusammengerückt, so dass im Mittelschiff drei annähernd quadratische Joche entstanden. Die westlichen Pfeiler des Mittelschiffs und die Turmpfeiler sowie das erste Turmobergeschoss bestehen noch aus Granitquadern. Um oder nach 1300 wurden dann aus Backstein die großen Portale und später vermauerte Fenster in die Turmseitenräume eingebaut. Die Portale sind mit vielgliedrigen Leibungen und an den Kapitellen im Norden mit Blattwerk aus Formsteinen, im Süden mit Kelchkapitellen versehen. Die Turmseitenhallen sind ohne Gewölbe mit offenen Pultdächern erhalten; in der mittleren Turmhalle bestand ein hohes Kreuzgewölbe mit Birnstabrippen, das vielleicht aus dem 14. Jahrhundert stammte.
Im weiteren Verlauf des 14. Jahrhunderts wurde die Hallenkirche aus Backstein errichtet. Sie besitzt außen Strebepfeiler ohne Absatz und im Innern Halbpfeilervorlagen mit gerundeten Ecken und kräftigem Dreiviertelrundstab. Die hohen dreiteiligen Spitzbogenfenster und ein Gitterfries unter der Traufe prägen das Äußere der Hallenkirche. Das zweite Pfeilerpaar von Westen wurde auch in Backstein mit leicht kreuzförmigem Grundriss errichtet. Die Seitenschiffe waren ursprünglich mit hohen, jetzt vermauerten Spitzbogenöffnungen zu den Turmseitenhallen geöffnet. Die Kreuzrippengewölbe im Mittelschiff wurden gemäß der Datierung der Gewölbemalereien im Mittelschiff vermutlich erst 1422 vollendet. Danach wurde das nur unvollständig erhaltene zweite Turmobergeschoss mit schlanker, stichbogiger Blendengliederung erbaut, das nach Zerstörung des ursprünglichen Spitzhelms durch Blitzschlag im Jahr 1764 das heutige Notdach erhielt. Das in diesem Zusammenhang gleichfalls vernichtete Gewölbe der Turmhalle konnte erst 1993/94 wiederhergestellt werden.

### Hallenchor und Anbauten
Nach 1450 wurde der innen dreiseitig und außen fünfseitig geschlossene Hallenumgangschor begonnen, der im Jahr 1474 gemäß einer Inschrift gewölbt und 1479 geweiht wurde. Er bildet mit den äußeren Anbauten, die nur in den Obergeschossen große Fenster hat, eine einheitliche Baugruppe. Die Anbauten wurden unten als Sakristei beziehungsweise als Vorraum, in den Obergeschossen als Bibliothek beziehungsweise Kalandkapelle genutzt. Am Ende des 15. Jahrhunderts wurde die zweijochige, etwa quadratische Marienkapelle nach Süden an das frühere Querschiff angebaut. Sie hat einen streng gegliederten Staffelgiebel mit darunter angeordneten Stichbogen- sowie Kreisblenden neben breiten vierteiligen Fenstern und steht offenbar unter dem Einfluss der Heiligblutkapelle von Kloster Heiligengrabe und ihrer Nachfolgebauten, wie etwa die Wallfahrtskirche Alt Krüssow.
Im Innern sind das Schiff und der Chor durch drei Bögen in der Ostwand des früheren Querhauses und verschiedene Gestaltung deutlich voneinander geschieden; der Raumeindruck wird von den nachmittelalterlichen Ausstattungsstücken und einer Restaurierung in den Jahren 1965 bis 1972 geprägt. Das Langhaus ist jetzt weiß mit grauen Rippen ausgemalt. Der Chor ist durch auffallend vielgliedrige Pfeiler gekennzeichnet, die rot gegen die weißgetünchten Wand- und Gewölbeflächen abgesetzt sind.

## Ausstattung

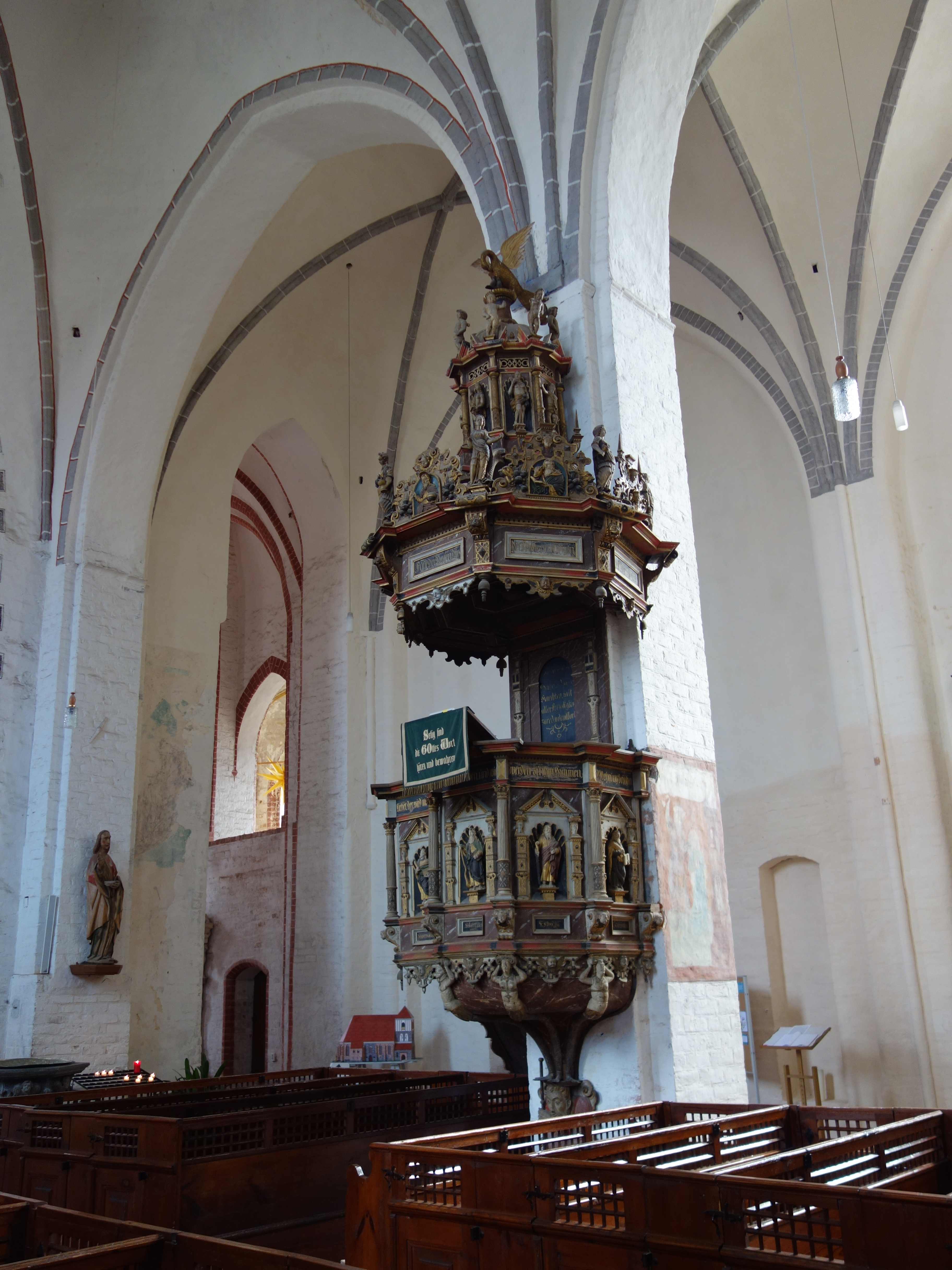
Kanzel

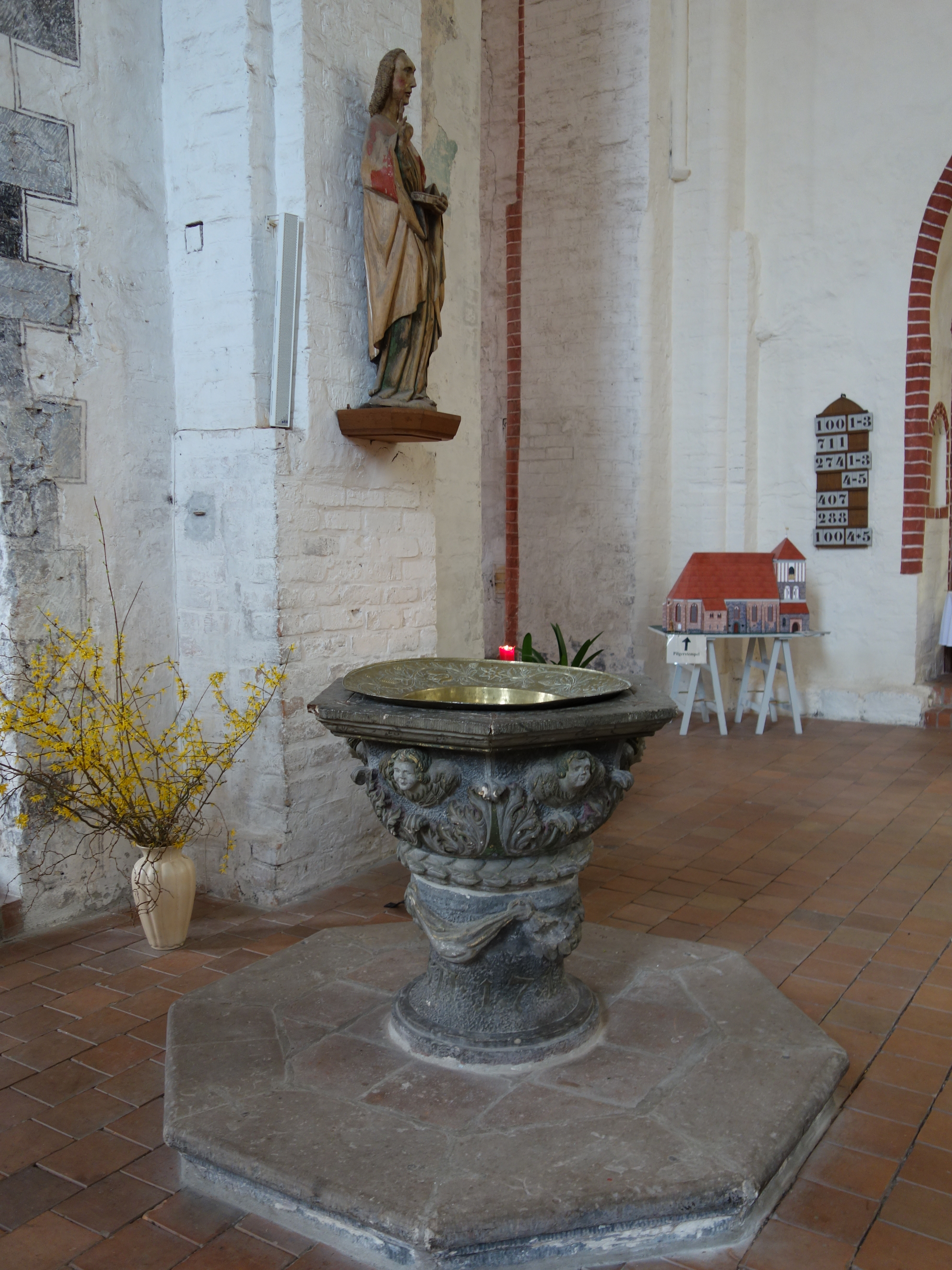
Taufe

### Wandmalereien
Spätgotische Wandmalereien aus dem letzten Viertel des 15. Jahrhunderts zeigen eine Anna selbdritt in einem gemalten Rahmen an der Chorostwand. An zwei Pfeilern wird im Süden die Enthauptung der heiligen Katharina aus dem späten 15. Jahrhundert dargestellt, im Norden zeigen Malereien aus den Jahren 1520/30 Maria Magdalena im Renaissancekostüm. Im östlichen Mittelschiffsgewölbe sind naive Groteskenmalereien mit dem Datum der Einwölbung 1422 zu finden.

### Hauptstücke der Ausstattung
Der Altaraufbau aus Holz wurde 1776 zwischen die beiden östlichen Chorpfeiler eingefügt, die dabei mit einer Pilasterarchitektur ummantelt wurden. Das Altargemälde zeigt eine Darstellung des ungläubigen Thomas von Christian Bernhard Rode. Darüber sind Grisaillemalereien, Putten als Allegorien der christlichen Kardinaltugenden und eine abschließende Strahlenglorie angeordnet.
Die hölzerne Kanzel in reichen Spätrenaissanceformen wurde von Jürgen Fischer 1610 geschaffen und 1694 von Moritz Mewes bemalt. Sie zeigt am Korb über einer Büste des Paulus in Architekturnischen zwischen schlanken Ecksäulen figürliche Darstellungen Christi und der Apostel. Der zweigeschossige Schalldeckel trägt Darstellungen der Tugenden und der Evangelisten. Als Bekrönung zeigt er den Pelikan als Symbol für den Opfertod Christi.
Der Taufstein von 1712 besteht aus einer sechseckigen Kuppa auf einem runden Fuß und ist mit Engeln zwischen Akanthuslaubwerk verziert. Die zugehörige Taufschale aus Messing ist ebenfalls erhalten.

### Orgel

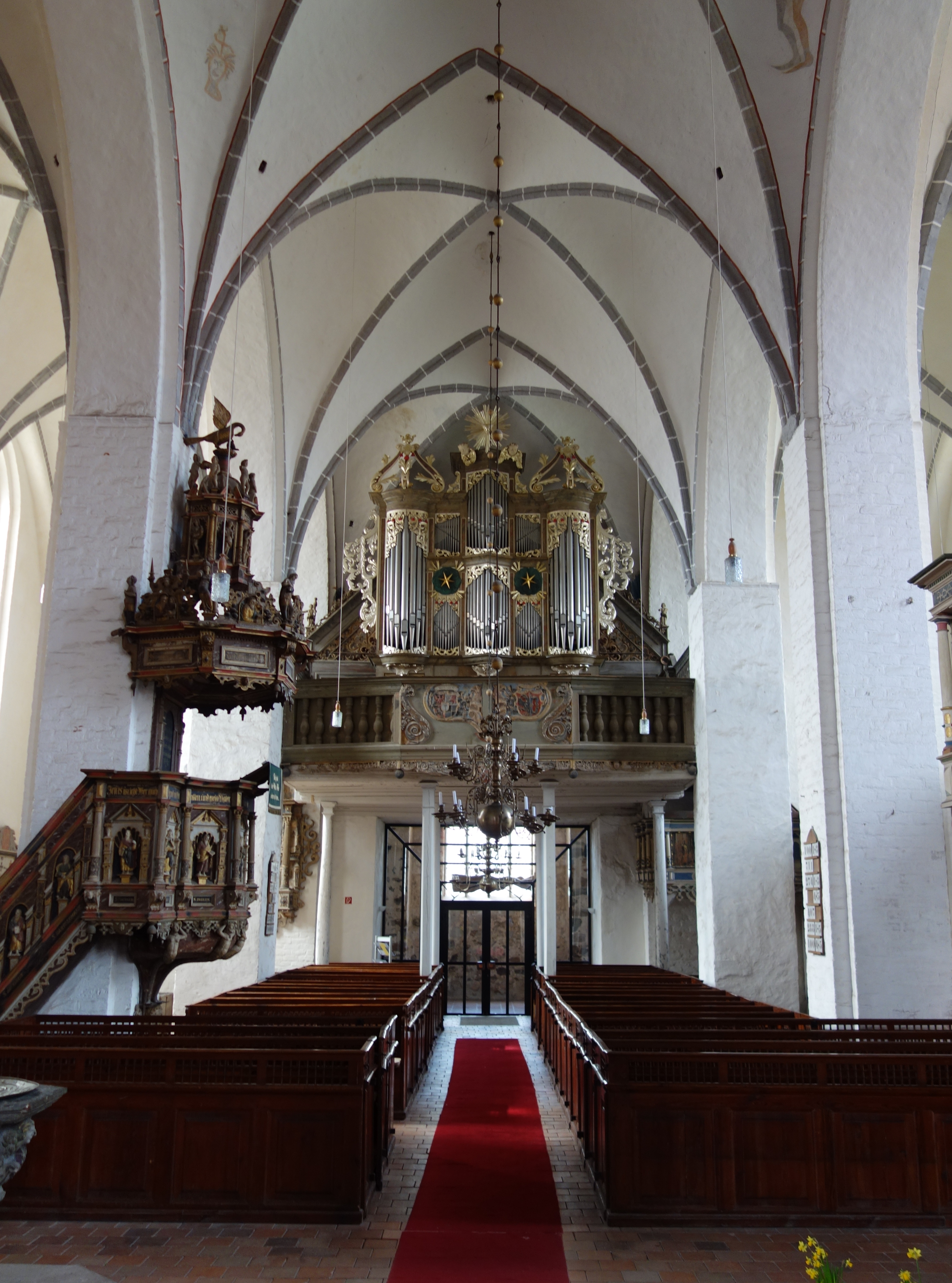
Innenansicht nach Westen mit Orgel

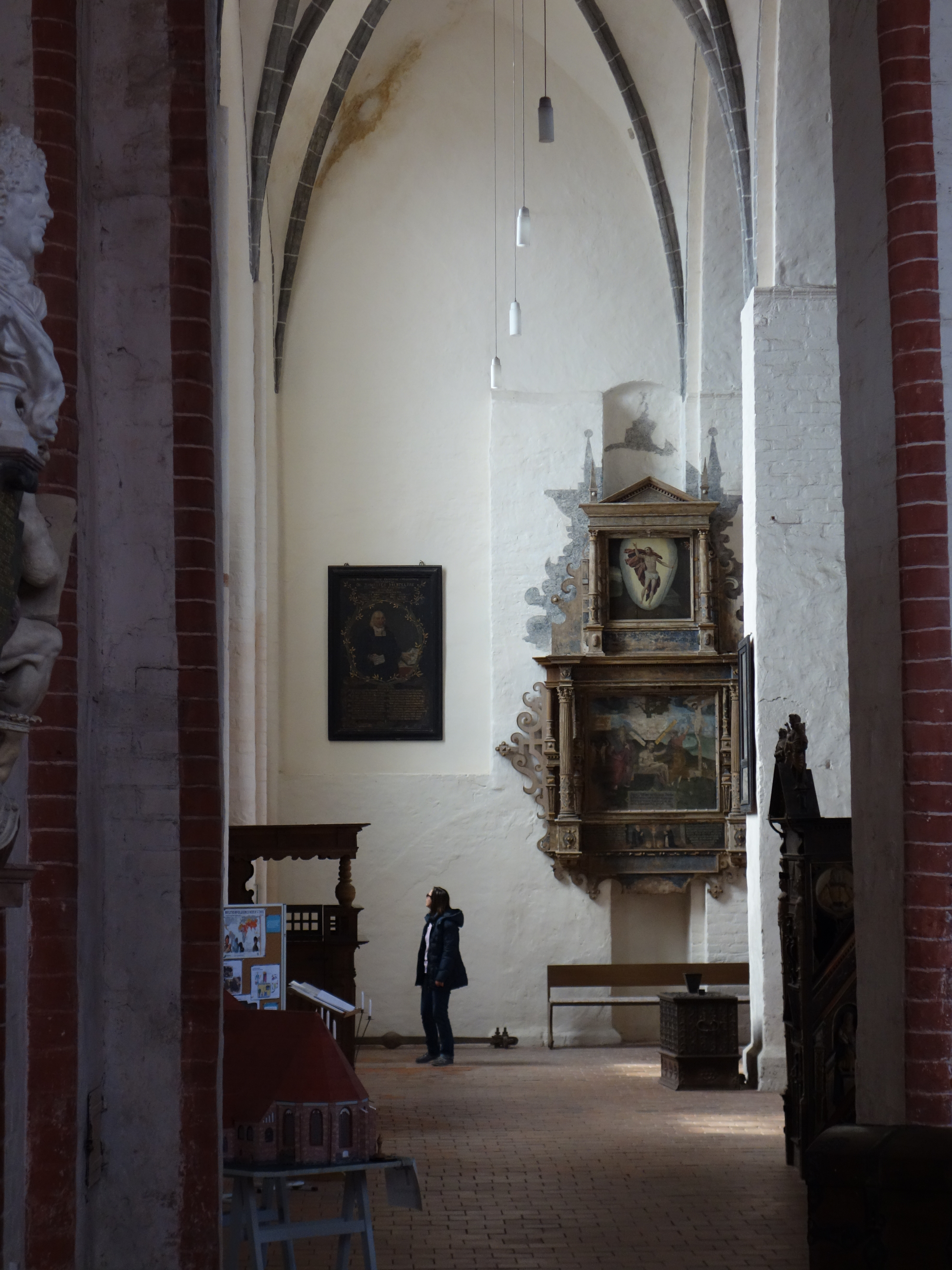
Südliches Seitenschiff

An der Orgelempore mit einer Dockenbrüstung wurden „ausgezeichnete“ Schnitzereien von 1575 wiederverwendet, die unter anderem das landesherrliche und das städtische Wappen zeigen. Das Gemälde an der Südseite mit den vier Evangelisten wurde etwa zur gleichen Zeit geschaffen.
Die Orgel mit wohlproportioniertem Prospekt ist ein Werk des Orgelbauers Joachim Wagner aus dem Jahr 1742. Das barocke Instrument besitzt zwei Manuale und Pedal mit insgesamt 30 Registern und zwei Zimbelsternen. Nach umfangreichen Restaurierungsarbeiten erklingt die Orgel seit 1978 wieder dem Originalzustand angenähert. Die Orgel gehört zu den bis heute erhaltenen Orgeln von Joachim Wagner, die in ihrem Pfeifenbestand in den vergangenen Jahrhunderten die wenigsten Veränderungen erfahren haben. Demnach kann die Orgel im Jahr 1764 keinen nennenswerten Schaden erlitten haben, als ein Blitzschlag den Turmhelm und das Turmgewölbe zerstörte, obwohl sie im ersten Joch des Langhauses und damit unmittelbar vor dem Turm steht.
| I Hauptwerk CD–c3 |             |     |
| 1.                | Bordun      | 16′ |
| 2.                | Principal   | 8′  |
| 3.                | Quintadena  | 8′  |
| 4.                | Rohrflöte   | 8′  |
| 5.                | Octav       | 4′  |
| 6.                | Quinta      | 3′  |
| 7.                | Octav       | 2′  |
| 8.                | Cornett III |     |
| 9.                | Scharff V   |     |
| 10.               | Cimbel III  |     |
| 11.               | Fagott      | 16′ |
| 12.               | Trompet     | 8′  |
|                   | Tremulant   |     |

| II Oberwerk CD–c3 |              |        |
| 13.               | Gedackt      | 8′     |
| 14.               | Principal    | 4′     |
| 15.               | Rohrflöte    | 4′     |
| 16.               | Nassat       | 3′     |
| 17.               | Octav        | 2′     |
| 18.               | Tertie       | 1 3⁄5′ |
| 19.               | Quinta       | 1 ⁄2′  |
| 20.               | Mixtur IV    |        |
| 21.               | Vox humana   | 8′     |
|                   | Schwebung    |        |
|                   | Calcant      |        |
|                   | Cimbelsterne |        |

| Pedal CD–cis1 |           |     |
| 22.           | Subbaß    | 16′ |
| 23.           | Octavbaß  | 8′  |
| 24.           | Quinta    | 6′  |
| 25.           | Octav     | 4′  |
| 26.           | Baßflöte  | 4′  |
| 27.           | Mixtur IV |     |
| 28.           | Posaune   | 16′ |
| 29.           | Trompet   | 8′  |
| 30.           | Clairon   | 4′  |

- Koppel: II/I
- Spielhilfen: Sperrventile für I, II und Pedal
- Stimmung:
  - Stimmtonhöhe: 451 Hz bei 15 °C
  - Temperierung: Silbermann II
  - Umstimmung 2014 auf 1/5 Komma

### Glocken
Im Turm hängt ein dreistimmiges Geläut aus dem 18. Jahrhundert in den Tönen h° - d' - f'.

### Gestühl und Skulpturen
Im nördlichen Seitenschiff ist eine Empore vom Anfang des 17. Jahrhunderts mit reicher geschnitzter Spätrenaissance-Ornamentik angebracht. Sie zeigt in 21 Gemälden „von überraschender Qualität“ das Leben und die Passion Christi. Teile des Chorgestühls mit Reliefdarstellungen von Stephanus, Bartholomäus, Petrus und Maria vom Ende des 15. Jahrhunderts sind ebenfalls erhalten. Weiter sind das Kastengestühl im Schiff und das Ratsgestühl von 1610/20 mit zierlichem Gitterwerk zu nennen.
Von einer Triumphkreuzgruppe des späten 15. Jahrhunderts ist noch ein „guter“ Kruzifixus und eine Figur des trauernden Johannes erhalten. Eine thronende Maria mit Kind aus Holz in der Marienkapelle wurde 1420 geschaffen. Mehrere Pastorenbilder aus dem 17./18. Jahrhunderts sowie vier barocke Kronleuchter aus Messing und ein Gotteskasten aus dem 17. Jahrhundert mit reichen Beschlägen gehören weiter zur Ausstattung.

### Grabmäler und weitere Ausstattung
Ein hölzernes Wandepitaph für P. Schütte († 1570) zeigt einen zweigeschossigen Aufbau mit zwei Gemälden, deren oberes die Himmelfahrt darstellt; das untere ist zerstört. In der Marienkapelle sind ein Inschriftgrabstein für Andreas Falckenthal († 1722) und ein steinernes Denkmal für Joh. A. Werkenthin († 1747) mit Putten und zwei allegorischen Figuren erhalten. Im Chorumgang findet sich das „vorzügliche“ Wandgrabmal für Otto Albrecht von Rohr († 1736), das in der Art des Johann Georg Glume mit den Figuren der Fama und des Chronos zu Seiten eines Obelisk-Aufsatzes versehen ist. Es wurde aus der 1975 aufgegebenen Kirche zu Ganzer hierher umgesetzt.
Das Abendmahlsgerät ist eine Leihgabe aus der Marienkirche Berlin. Dazu gehören ein frühgotischer Kelch, eine Patene mit Ritzzeichnungen des Jüngsten Gerichts, eine silberne Hostiendose von Daniel Männlich mit aufgelötetem Kruzifix. Mehrere mittelalterliche Messbücher mit prachtvollen Einbänden werden in der Bibliothek aufbewahrt.